# Tasuja (Schiff)
Die Tasuja (Kennung: A432) wurde unter dem Namen Lindormen (Kennung: N43) als Typschiff der gleichnamigen Klasse der dänischen Marine gebaut. Das Schiff gehörte später der estnischen Marine an.

## Geschichte
Die damalige Lindormen wurde 1977 als erstes einer zwei Einheiten umfassenden Schiffsklasse auf der Svendborg Værft gebaut. In den Jahren 1978 bis 2004 wurde sie von der dänischen Marine eingesetzt. Anschließend wurde das Schiff als Tasuja von der estnischen Marine übernommen und als Tauchschiff der dortigen Minenabwehrdivision („Miinilaevade Divisjon“) zugeordnet.

## Erste Dienstzeit (dänische Marine)
Das Schiff wurde am 14. Juni 1978 unter dem Namen Lindormen von der dänischen Marine in Dienst gestellt. In den folgenden Jahren wurde es hauptsächlich als Minenleger eingesetzt, übernahm aber auch Aufgaben als Kommando- und Versorgungsschiff (z. B. beim NATO-Anti-Minenverband). Nach 26 Einsatzjahren in Dänemark wurde das Schiff am 22. Oktober 2004 außer Dienst gestellt und anschließend von der estnischen Marine übernommen.

## Zweite Dienstzeit (estnische Marine)
Bei der estnischen Marine wurde das Schiff als Tasuja von 2006 bis 2016 eingesetzt.

### Aufgaben
- Plattform für Einsätze und Ausbildung der „EOD Tuukrigrupp“
- Sicherheit und Freiheit in estnischen Gewässern gewährleisten
- Seenotrettungsdienst
- Teilnahme an Einsätzen im Rahmen von BALTRON
- Vertretung Estlands bei internationalen Übungen und Operationen
- Plattform für Durchführung von Grundkursen bei angehenden Matrosen

### Schiffswappen
Ein silbernes Schwert befand sich im Zentrum des Schiffswappens. Das Schwert symbolisiert Tasujas Bedeutung während des altertümlichen estnischen Freiheitskampfes im 13. Jahrhundert sowie die Bedeutung des historischen Schiffes Tasuja während des estnischen Freiheitskrieges. Das Schiffsmotto lautete in Latein „More Maiorum“, was auf Deutsch „Wie unsere Vorväter“ heißt. Das Wappen wurde von Priit Herodes entworfen.
Am 8. Juli 2006 wurde ein Kooperationsvertrag zwischen dem Stadtrat von Kunda und dem Taucherschiff Tasuja unterzeichnet. Dieser gab dem Schiff das Recht zum Tragen des Stadtwappens von Kunda, während die Crew als Gegenleistung die Stadt in ausländischen Häfen vorstellte.

### Kommandanten
- „Leitnant“ Erkki Silm
- Leitnant Arto Reinmaa
- „Vanemleitnant“ Indrek Vinkel
- „Kaptenmajor“ Johan-Elias Seljamaa
- Vanemleitnant Annes Babenko
- Vanemleitnant/Kaptenmajor Gert Soomsalu
- Vanemleitnant Ermo Jeedas (2015–2016)